# Maiacetus inuus

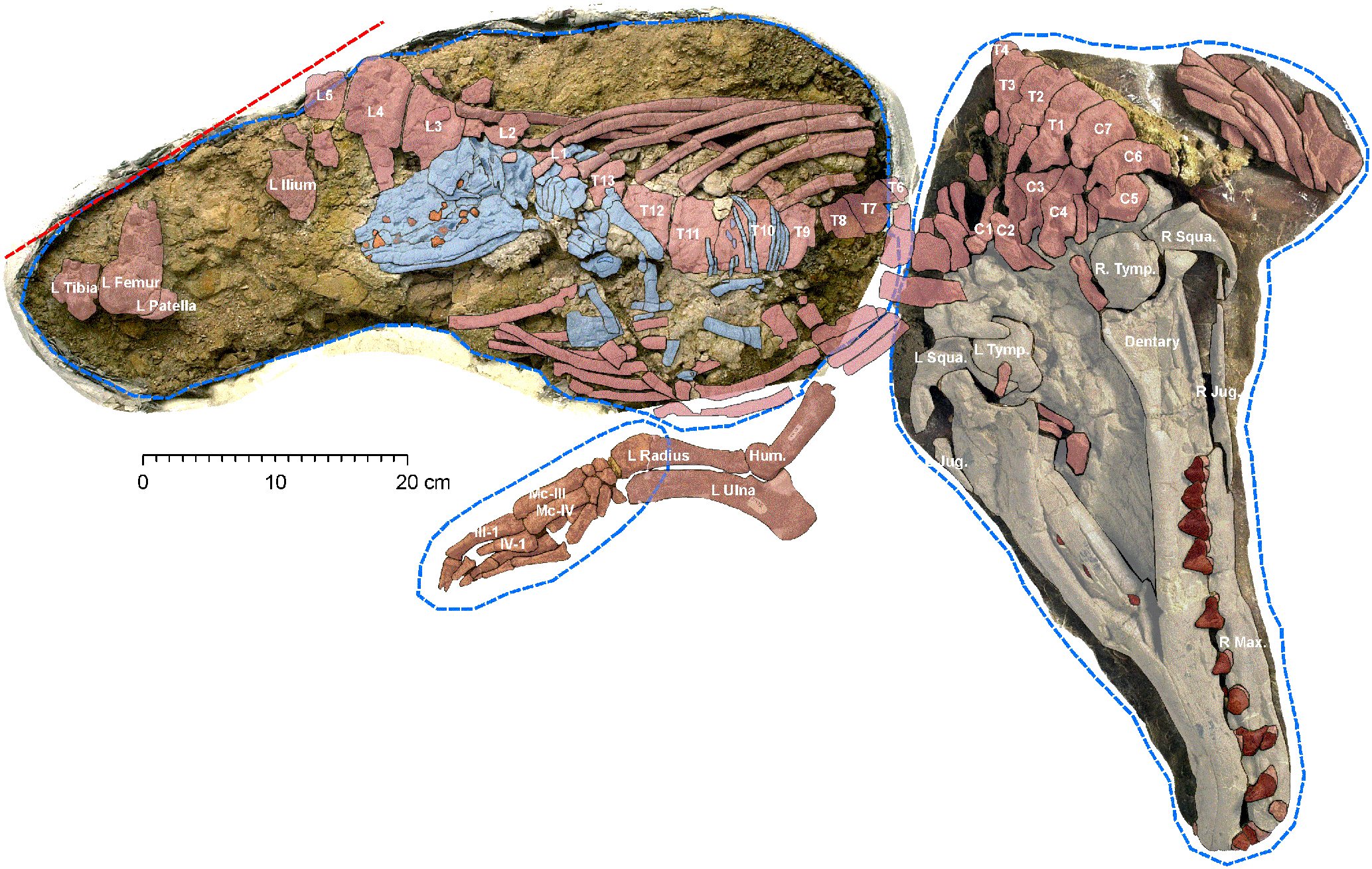
Femella adulta i fetus de Maiacetus (en blau)

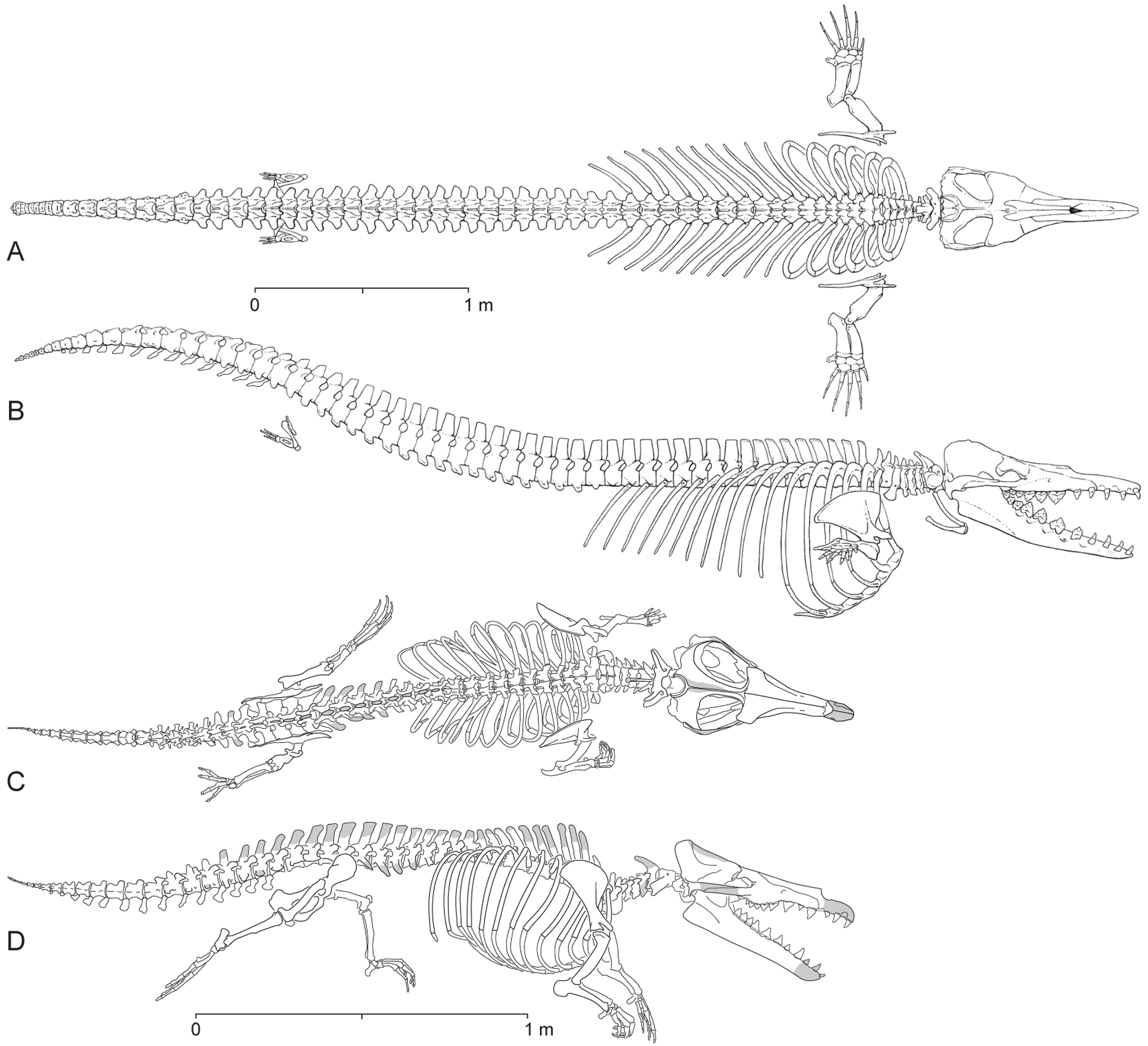
Esquelets de Dorudon atrox i Maiacetus inuus en posició natatòria

Maiacetus inuss és una espècie d'arqueocet que visqué a l'Eocè mitjà, fa uns 47,5 milions d'anys, en el que avui en dia és el Pakistan. Aquesta espècie fou descrita l'any 2009 a partir de dos espècimens, incloent un espècimen que es va interpretar com una femella embarassada i el seu fetus. Aquesta representa la primera descripció d'un esquelet fetal d'un arqueocet. La posició del fetus suggereix que aquestes balenes donaven a llum a terra ferma.